# Виртуальный принтер
Виртуа́льный при́нтер — компьютерная программа, интерфейс которой аналогичен обычному драйверу принтера, но реальным принтером она не управляет. Когда пользователь запускает печать документа на таком принтере, программа определённым образом обрабатывает полученный поток графических команд, иногда позволяя вносить в него изменения, а результат обработки обычно записывается в файл.
Обычно виртуальный принтер используется для:
- Преобразование документов в формат PDF, Djvu или PostScript.
- Сохранение нескольких документов в один.
- Преобразование документов в графические файлы, например, в JPEG или TIFF, для представления в универсальном, платформо-независимом формате.
- Отправка документов на сервер факсимильных сообщений.
- Добавление возможностей, которые не поддерживает принтер, таких как:
  - печать нескольких страниц на одной без бордюров;
  - печать на бланках;
  - водяные знаки, и другое.
- Удалённая печать документов через Интернет.

Виртуальный принтер может использоваться для проверки того, как именно будет выглядеть документ при печати.

## Примеры виртуальных принтеров
- Adobe Acrobat — коммерческое средство создания PDF, включает в себя виртуальный принтер (Acrobat Distiller) для печати в PDF. Acrobat Distiller также продаётся отдельно.
- PDFCreator — средство создания PDF с открытым исходным кодом, включает в себя виртуальный принтер для печати в PDF, а также в другие форматы.
- Microsoft Office Document Image Writer — входит в состав Microsoft Office до версии Microsoft Office 2007. Поддерживается только с 32-битной операционной системой. Преобразование документа производится в TIFF или MDI.
- Microsoft XPS Document Writer — виртуальный интегрированный принтер, с поддержкой преобразования в файл XPS, в Windows XP и Server 2003.[1]
- DoPdf — виртуальный PDF принтер, распространяется бесплатно, поддержка русского. Не печатает из терминальной сессии.
- Foxit Reader — включает в себя виртуальный принтер (до версии 8.3.2, после которой виртуальный принтер больше не входит в комплект установки[2]).
- FinePrint — промежуточное звено перед реальной распечаткой. Обеспечивает предварительный просмотр, пропуск ненужных страниц, оформление колонтитулов, печать нескольких страниц на одну или буклетом (автоматически выполняет спуск полос) — с объединением последовательных заданий, и помогает при двусторонней печати, поворачивая страницы под особенности принтера. Способен сохранять и повторно печатать печатные задания.
- CUPS-PDF — бесплатный аналог Acrobat Distiller для ОС Unix/Linux.
- PDFill PDF & Image Writer — виртуальный принтер для создания PDF, PNG, JPG, BMP, TIF, GIF в Windows 98 — Windows 7. Распространяется бесплатно в комплекте с пакетом PDFill PDF Tools. Требует установки Ghostscript.
- Bullzip — виртуальный принтер, бесплатный. Требует установки Ghostscript. Поддерживает многие языки (английский, русский, …) Программа бесплатна для частного применения.
- PrimoPDF — виртуальный принтер, для печати в PDF-формат.
- Boomaga - Бесплатный аналог FinePrint для ОС Unix/Linux. Обеспечивает предварительный просмотр, пропуск ненужных страниц, печать нескольких страниц на одну или буклетом (автоматически выполняет спуск полос) — с объединением последовательных заданий, и помогает при двусторонней печати.